# Canon EOS 350D
Canon EOS 350D är en 8,0-megapixlars instegsnivåkamera i spegelreflexklassen av det japanska företaget Canon. Modellen introducerades i februari 2005. I Nordamerika heter kameran Canon EOS Digital Rebel XT och i Japan heter den Canon EOS Kiss Digital N. Den använder CompactFlash-minnen och litiumjonbatteri. Den ersattes av Canon EOS 400D, även kallad Digital Rebel XTi, i augusti 2006.
Canon EOS 350D är en uppgraderad version av den populära Canon EOS 300D, som introducerades 2003. Skillnaderna mellan de båda modellerna är stora, och gäller nästan alla komponenter i kamerorna. Många av funktionerna som var låsta på 300D blev "upplåsta" av Canon, vilket har lett till mindre inofficiell hacking för att låsa upp funktionerna.
De största skillnaderna är:
- 8,0 megapixlar (upp från 6,3)
- DIGIC II-bildprocessor
- Snabbstart (0,2 sekunder)
- Compact Flash II (inkluderar microdrive)
- 14 JPEG- eller 4 RAW-bilder per bildserie, med en hastighet av upp till och med 2,8 bilder per sekund
- Mindre och lättare kropp.
- Mycket större inställningsmöjligheter
- E-TTL II blixtstyrning
- Spegellåsning
- Valbara autofokus- och mätningsinställningar
- USB 2.0 (till skillnad från USB 1.1 i 300D)